# Corde à treize nœuds
Cet article concerne la corde d’arpenteur. Pour le sport, voir grimper de corde.
La corde à treize nœuds, appelée aussi  corde à douze nœuds ou corde d’arpenteur, permettrait des calculs géométriques et arithmétiques simples. Décrite dans un ouvrage ésotérique écrit en 1966, mais considérée de nos jours comme une légende moderne, elle aurait été utilisée par les bâtisseurs du Moyen Âge qui auraient ainsi transmis leurs ordres de construction même aux ouvriers ne possédant que peu de connaissances dans les domaines de la lecture et du calcul. Pour eux, cet outil aurait été l'instrument de mesure typique du maître d'œuvre avec la pige. Aucun usage historique n'est néanmoins attesté.

## Usages
Cette corde et son usage ont été popularisés par Louis Charpentier, dans un ouvrage de 1966, Les mystères de la cathédrale de Chartres et par Pascal Waringo. Ce dernier, Maitre Artisan spécialisé dans la restauration de monuments médiévaux et ayant notamment travaillé au chantier de Guédelon, a inventorié une série d'usages possibles listés ci-dessous. Un travail de l'historien Alexis Seydoux montre que la quine et d'autres mesures liées sont aussi folkloriques.

### Composition de la corde à 13 nœuds
Cette corde d'une longueur de douze coudées et de 12 intervalles identiques marqués par 13 nœuds, permettrait de tracer des plans au sol, de transmettre des consignes pour ces mêmes tracés, de les reproduire (portes, fenêtres, ogives). Sur le chantier expérimental de Guédelon à Treigny dans l'Yonne, ces dimensions sont ensuite contrôlées avec la canne (ou pige), sur laquelle figurent les unités de mesure choisies. L'essai[Lequel ?] montre que l'imprécision des mesures sur les nœuds empêche des tracés suffisamment précis pour être crédible à l'échelle d'un grand bâtiment 

### Opérations
Elle permettrait également d'effectuer certaines opérations.
| Addition z=x+y       | Compter x nœuds, puis y nœuds. Le nombre total de nœuds est z. |  |
| Soustraction z=x-y   | Compter x nœuds, puis revenir de y nœuds. Le résultat est z nœuds. |  |
| Multiplication z=x×y | Compter x nœuds, puis recommencer y fois, ce que l'on peut faire en repliant la corde y fois sur elle-même. Le nombre total de nœuds est z.                                     |  |
| Division x=q×y+r     | Compter x nœuds, et le marquer sur la corde. Compter y nœuds puis replier sur lui-même le segment ainsi obtenu. Le nombre de replis est q et le nombre de nœuds restants est r. |  |

### Tracés simples
- L'angle droit est donné par le triangle 3-4-5 par la réciproque du théorème de Pythagore[7]. Le premier travail sur le chantier, muni de la corde à treize nœuds serait de trouver l'angle droit, celui où placer la pierre angulaire qui assure la première assise d'un monument[8].
- le triangle équilatéral

Les figures représentées ci-dessus sont composées de 12 points car un des points regroupe 2 nœuds de la corde.

### Tracés élaborés
D'autres usages sont également évoqués comme:
- La visée dans l'espace par application du théorème de Thalès combinée à Pythagore,
- l'arc en plein cintre,
- l'ogive tiers point,
- l'ogive quinte point,
- l'ogive équilatérale,
- tous les polygones réguliers entre 3 et 11 côtés (par esquive d'une partie des éléments de la corde),
- tous les mariages possibles entre ces figures.

## Un usage historique non prouvé

### Usages attestés

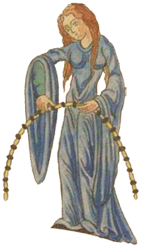
Extrait du Hortus deliciarum, encyclopédie du XIIe siècle.

L'usage de cordes portant des marques dans des allégories de l'arithmétique est attesté de longue date. C'est par exemple le cas dans l'allégorie de l'arithmétique qui figure dans le Hortus deliciarum, porteuse d'une corde munie de 22 marques. Néanmoins rien ne laisse penser qu'il pourrait s'agir de nœuds de la corde sur elle-même.
L'usage de figures représentant le triplet pythagoricien 3,4,5 est également attesté, avec des dimensions adaptées à la configuration et non pas de taille fixe. L'utilisation de cordeaux à ces dimensions en arpentage semble probable depuis l'antiquité. Mais tout ceci ne démontre pas que des tels cordeaux aient effectivement été utilisés sur les chantiers médiévaux en charpenterie ou en maçonnerie, ni pour des tracés d'architecture, contrairement à d'autres méthodes permettant elles aussi de tracer un angle droit avec une corde, telles que le tracé de médiatrices et qui, elles, sont clairement attestées.

### Avis académiques
Selon l'historien Jean-Michel Mathonière, spécialiste des compagnonnages, il n'existe aucune preuve documentaire médiévale de son existence, ni dans les textes, ni dans les centaines de miniatures représentant des chantiers de construction. Au demeurant, malgré l'abondance de la littérature professionnelle et des sources iconographiques à partir de la Renaissance et notamment aux XVIIIe siècle (dans l'Encyclopédie de Diderot et d'Alembert par exemple) et au XIXe siècle, il n'en existe absolument aucun témoignage dans l'outillage traditionnel des bâtisseurs jusqu'à la seconde moitié du XXe siècle.
Selon l’historien Nicolas Gasseau, c’est Louis Charpentier qui en aurait fait la première mention dans son livre Les mystères de la cathédrale de Chartres, écrit en 1966. L'historien  précise également qu'il n'existe aucune trace historique documentée d'un tel usage.
Selon l'Institut de recherche sur l'enseignement des mathématiques (IREM) de Lyon, il s'agit d'un « néo-mythe pédagogique ». Bien que son historicité soit plus que douteuse, son utilisation reste néanmoins pertinente pour l'enseignement de la géométrie dans les classes primaires.

### Mentions de la corde à 13 nœuds
- Louis Charpentier, Les mystères de la cathédrale de Chartres, Paris, R. Laffont, 1966, 256 p. (BNF 32948108)
- Henri Vincenot, Le Pape des escargots, éditions Denoël, 1972, p. 37-38
- Thierry Hatot, Bâtisseurs au Moyen âge, Éditions L'Instant Durable, 1999
- L'Art du trait - Tracés à la corde des bâtisseurs romans, Robert Vincent, éd. Le moulin de l'étoile, 2010
- Article consacré à La corde à treize nœuds de Pascal Waringo dans le magazine Moyen Âge
- Article de Xavier Hubaut consacré aux Nombres de Pythagore